# استوارت ویلسون (بازیگر)
استوارت ویلسون (به انگلیسی: Stuart Wilson) (زاده ۲۵ دسامبر ۱۹۴۶) بازیگر انگلیسی است.
 از فیلم‌های او می‌توان به نقاب زورو، جهان‌های متقاطع، محدودیت عمودی، لاک‌پشت‌های نینجای ۳، آیوانهو، دفاع لوژین، زندانی زندا و وتربی اشاره کرد.